# University of Sudbury

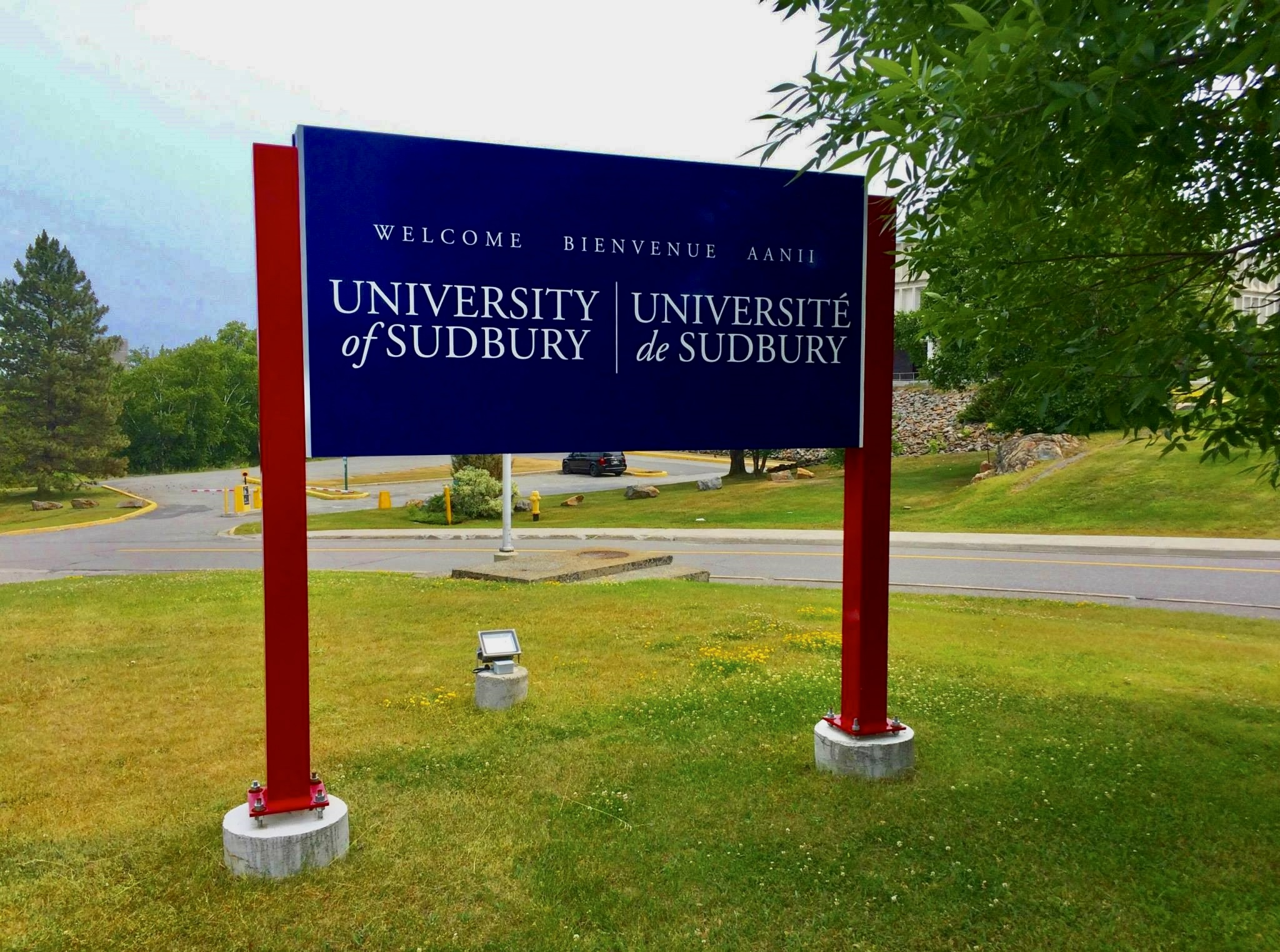
Ein Schild an der Manitou Road begrüßt Besucher dreisprachig (auf Englisch, Französisch und Ojibwe) auf dem Campus der University of Sudbury in Sudbury, Ontario

Die University of Sudbury (französisch Université de Sudbury) ist eine bilinguale, römisch-katholische Universität in Greater Sudbury, Ontario, Kanada.
Die Hochschule wurde 1913 als Collège du Sacré-Cœur durch französische Jesuiten gegründet und war für viele Jahre die erste und einzige Hochschule im Norden Ontarios. 1957 wurde mit Anerkennung des Universitätsstatus daraus die University of Sudbury/Université de Sudbury. Die Hochschule hat sich der Förderung der Traditionen und der Kultur der Ureinwohner verschrieben. Sie bietet Studienprogramme und Kurse in Philosophie, Theologie, indigenen Studien, Religionswissenschaft, Folklore und Journalismus an, davon viele auch als Fernstudium.
Die University of Sudbury trat 1960 als Gründungsmitglied in die Laurentian Federation ein. Sie arbeitet eng zusammen mit der Forschungsuniversität Laurentian University, ebenfalls in Sudbury ansässig.